# Gare de Fontainebleau - Avon
Gare de Fontainebleau - Avon vasútállomás Franciaországban, Avon településen.

## Vasútvonalak
Az állomást az alábbi vasútvonalak érintik:
- Párizs–Marseille-vasútvonal

## Kapcsolódó állomások
A vasútállomáshoz az alábbi állomások vannak a legközelebb:
- Halte de Fontainebleau - Forêt
- Gare de Thomery (Gare de Montereau, Gare de Montargis, Line R)
- Gare de Bois-le-Roi (Paris Gare de Lyon, Line R)